# 剣峡
剣峡（つるぎきょう）は、徳島県美馬市穴吹町口山・古宮を流れる吉野川水系の穴吹川に位置する峡谷。延長10km。

## 概要
国道492号沿いにある峡で、剣山に源を発する穴吹川の渓谷美、新緑、紅葉などを四季を通して楽しめる。春には岩ツツジやシャクナゲの花が咲き誇り、秋には紅葉の名所として一面が赤や黄色に染まる。
他にも剣峡穴吹川の一番の難所であり、平家落人伝説がある恋人峠や閑定の滝がある。

## アクセス
- JR「穴吹駅」下車より穴吹、木屋平連絡バス「恋人橋割谷」下車、徒歩約10分。
- 徳島自動車道「脇町インターチェンジ」から国道193号・国道492号を美馬市方面へ車で11km。